# عبدالله باغ کیلی
عبدالله باغ کیلی در پاکستان است که در مناطق قبیله‌ای فدرال واقع شده‌است.